# Chikkamallanahole, Jagalur
Chikkamallanahole là một làng thuộc tehsil Jagalur, huyện Davanagere, bang Karnataka, Ấn Độ.